# Chiricahua Apači
Chiricahua Apači ali Chiricahua  (slov. tudi Čirakua) so plemenska skupina Apačev na jugozahodu Združenih držav Amerike in (nekdanje) na severozahodu Mehike in kulturno – skupaj z Lipan Apači, Jicarilla Apači in Kiowa Apači (Plains Apache) – spadajo med vzhodne Apače (angl. Eastern Apache). Včasih jih skupaj z vzhodno živečimi Mescalero Apači imenujejo osrednji Apači (angl. Central Apache).
Njihov jezik, chiricahua ali Ndee Bizaa, narečje Mescalero-Chiricahua, pa spada – skupaj z Navajo (Diné bizaad) in zahodnim apaškim jezikom – v zahodno vejo južnoatabaških apaških jezikov iz atabaške jezikovne družine.

## Ime
Danes splošno uveljavljeno plemensko ime „Chiricahua“ izvira iz jezika sovražnega plemena Opata za prednostno območje poselitve in lova vsaj treh apaških lokalnih skupin med Dragoon Mountains in Chiricahua Mountains, ki so jih Opata imenovali Chiwi Kawi ali Chihuicahui/Chiguicagui („Gora divjih puranov“); kasneje so Španci prevzeli to topografsko ime za tamkajšnje Apače (in gorsko verigo) kot „Chiricahui/Chiricahua“. Drugi viri domnevajo, da je Nahuatl (s pomenom: „Velika gora“) izvor imena za gorato ozemlje v jugovzhodni Arizoni in njegove prebivalce. Zahodni Apači, ki so živeli na severozahodu, so jih imenovali Ha'i'ą́há / Aiáhal / Aiaho / Hiu-hah ali Hák'ą́yé („Ljudstvo vzhajajočega sonca“, „Ljudstvo na vzhodu“). Chiricahua so tujce (druge Indijance, Špance, Mehičane in Američane) imenovali Enee, ⁿdáa ali Indah / N'daa (Ta beseda ima dva možna pomena: „tuji ljudje, ne-Apači“ oziroma „sovražnik“ ter: „oko“.) Chiricahua so Evropejce (razen Špancev in Mehičanov) imenovali Daadatlijende („Modro/zelenooki ljudje“) ali Indaaɫigáí / Indaaɫigánde („Belopolti ali svetlopolti/bledopolti ljudje“, dobesedno: „Tujci (sovražni), ne-Apači, z belo/svetlo kožo“). Łigáí pomeni „je belo“ ali „je bledo obarvano/svetlo obarvano“, í na koncu se običajno prevaja kot „tisti, ki je“, v kontekstu ljudi pa običajno kot „skupina, ki je …“ (Hoijer, Harry (1943). „Pitch Accent in the Apachean Languages“. Language).
Chiricahua se niso imenovali „Chiricahua“ ali celo „Apači“, ampak, kot večina avtohtonih ljudstev, preprosto (odvisno od narečja) Nde, Ne, Néndé, Héndé ali Hen-de („Ljudstvo“, „Ljudje“). Večinoma so se identificirali le kot Bedonkohe (Bidankande) ali kot Chokonen (Tsokanende), vendar so se od sosednjih apaških skupin ločili kot jezikovna, kulturna, sorodstvena in zato tudi delno politična (večinoma v smislu medsebojne vojaške podpore) enota s skupno identiteto kot „Chiricahua“. Danes z Chidikáágu (apaška prevzema španske besede: Chiricahua) označujejo pripadnike Chiricahua na splošno, z Indé pa vse Apače (brez razlikovanja plemenske pripadnosti).Danes se izraz "Apač" vse pogosteje dojema kot ponižujoč in degradirajoč, saj to poimenovanje sovražnih Zunijev za Atapaske izvira iz besede "Apachu" ("tujec, sovražnik"). Zato se za različne skupine Apačev vse pogosteje uporablja izraz "Inde", za Navaje pa "Diné". Enako velja za Papage (Tohono O’Odham) ali Siouxe (Lakota, Nakota (tudi Nakoda) ali Dakota).

## Življenjski prostor
Njihovo nekdanje bivališče je bilo v jugozahodnem delu Novem Mehiki, jugovzhodni Arizoni ter v Sierra Madre Occidental na severu Sonore in Chihuahue. Različne skupine Chiricahua so se gibale od reke San Pedro v Arizoni na zahodu do Rio Grande v Novi Mehiki na vzhodu in od reke Salt (špansko: Rio Salado – 'Slana reka') in zgornjega toka reke Gila na severu do območja Presidio Carrizal (približno 41 mi (66 km) južno od Nuevo Casas Grandes) na severozahodu Chihuahue, ter v Sonori do južno od Bavispe, vzdolž zgornjega toka reke Río Yaqui. Njihova ozemlja so vključevala Gila Wilderness, puščavo Sonora, puščavo Chihuahua ter Sierra Madre Occidental, ki so jo Chiricahua imenovali 'Modre gore'. Prejšnji prebivalci Zuniji so bili izgnani; od tod njihovo poimenovanje Atapaskov kot 'Apachu' ('tujec' – 'sovražnik'). To besedo so Španci, Mehičani in kasneje Američani prevzeli kot 'Apaches'. Na severozahodu Chiricahua so živeli Zahodni Apači in Yavapai, na severu Diné (Navajo), na vzhodu Mescalero Apači, na jugu in jugozahodu Tohono O’Odham (Papago), Hia-Ced O’Odham (Areneño), Akimel O’Odham (Pima), Maricopa in Opata. Z Yavapai, Zahodnimi Apači in Diné so imeli napete odnose, ki so kljub jezikovni in kulturni sorodnosti pogosto prešli v sovražnost. Nasprotno pa so Chiricahua svoje vzhodne sorodnike, Mescalero, vedno šteli za svoje zanesljive zaveznike. Med ustaljenimi in poljedelskimi plemeni Zgornjih Pima, Spodnjih Pima, Opata, Maricopa in drugimi ustaljenimi mehiškimi plemeni, pa tudi kasneje med Španci in Mehičani, so bili Chiricahua, tako kot druge skupine Apačev, znani in se jih je balo kot tolpo roparjev, tatov in krutih bojevnikov. Chiricahua so razširili svoje plemensko ozemlje na račun ustaljenih plemen daleč na jug in izgnali Sobaipure in Opata iz Arizone in velikih delov severne Sonore.

## Način življenja
Zahodne skupine Chiricahua so živele v preprostih, kupolastih vikiupih iz vej in vejic, ki so jih v deževnem vremenu dodatno pokrivali s kožami (kasneje s platnom), medtem ko so vzhodni Chiricahua (Chihenne) ob Rio Grande prevzeli tipi od prerijskih Indijancev.
Chiricahua so bili razdeljeni v štiri skupine ali bande, ki so običajno sestavljale več lokalnih skupin. Te so bile sestavljene iz dveh do petih matrilokalnih in bilateralnih razširjenih družin, ki so jih Apači imenovali "gotah". "Gotahi" so bile več jedrnih družin, ki so vsaka prebivale v "kowa" (vikiupu) in so skupaj z drugimi sorodnimi družinami živele v "rancheriji" (špansko: naselje). Zato so bili člani skupine sorodniki z večino, če ne celo z vsemi drugimi pripadniki rancherije. Vsaka razširjena družina je po običajnem pravu imela svojo zemljo, kjer se je preživljala z lovom na jelene in druge živali ter zbiranjem divje zelenjave. Ko so prispeli na jugozahod, sta se tej gospodarski osnovi pridružila poljedelstvo (samo pri Chihenne) in plenjenje v roparskih pohodih. Chiricahua so pogosto menjali svoja naselja zaradi strahu pred maščevanjem in so vedno živeli v zaščitenih visokogorskih regijah, v kanjonih in gorskih dolinah. Južne skupine, Nednhi in nekatere južne lokalne skupine Chokonen, so svoje tabore dodatno varovale z opazovalnicami. Samo lokalne skupine so imele izvoljene vodje (Nantan, včasih tudi ženske), vendar ni bilo priznanih poglavarjev, ki bi lahko izvajali vsesplošno moč nad celotno skupino. Ti vodje so imeli prestiž, ki so si ga pridobili s svojimi sposobnostmi in z osebno prepričljivostjo. Poleg tega so bili večina Nantanov tudi Diyini (zdravilci), ki so imeli posebno moč (diya). Ta jim je omogočala vodenje ljudi in upoštevanje svetih vidikov roparskega pohoda in vojne. Vsi znani vodje, kot so Cochise, Mangas Coloradas, Victorio, Juh, so bili le Nantani svojih lokalnih skupin. Cochise pa nikoli ni bil poglavar vseh Chokonenov ali Mangas Coloradas vseh Chihenne. Cochise je bil Nantan in Diyin lokalne skupine Chihuicahui Chokonenov. To dejstvo pa ni avtomatično zavezovalo Chihuahuo, vodjo lokalne skupine Chokonenov k poslušnosti, ampak je bil svoboden pri svojih odločitvah in se je, če je želel, lahko začasno pridružil Cochiseu. Vendar pa sta Victorio ali Mangas Coloradas imela ogromen vpliv na sosednje lokalne skupine, vendar jima nista mogla ukazovati ali zanje sklepati zavezujočih pogodb.
Med napadi in vojnimi pohodi je pri Chiricahuah obstajala stroga socialna razlika. Napade so večinoma izvajale ena ali več razširjenih družin, redkeje lokalne skupine. Roparski pohodi so se vedno izvajali, ko so zaloge v taboru pošle. Razširjena družina je organizirala roparski pohod, da bi pridobila potrebno hrano, strelivo, orožje, govedo, ovce, koze ali konje. V teh podvigih je sodelovalo med 10 in 30 bojevnikov. Potekali so po vzorcu, ki bi ga danes imenovali gverilska taktika. Cilj pa nikakor ni bil ubiti nasprotnika. Bojevniki niso pridobili posebnega statusa, če so ubili svojega sovražnika, in nikoli niso jemali skalpov. Vendar so si pridobili prestiž, če jim je uspelo pridobiti zaloge hrane in konje za svojo družino. Srečanjem s sovražnikom se je bilo treba skrbno izogibati. Te roparske pohode so pogosto spremljale vdove in ženske, ki so spremljale svoje može. Ženske so bile odgovorne za oskrbo bojevnikov in za varovanje taborišča. Če je bil roparski pohod uspešen, so Apači ukradeno živino čim hitreje pognali v varna gorska naselja svoje domovine, pri čemer so bojevniki kot izvidniki tvorili predhodnico in zaledje. Živino so medtem gnale ženske in če je bilo potrebno, so jo ob napadu branile tudi z orožjem. Pri Špancih so zato veljale za ženske bojevnice, saj je bila bojna sposobnost žensk pri obrambi plena in tabora precejšnja.
Vojni pohod je bil organiziran za maščevanje smrti drugega člana skupine in vodja je bil vedno sorodnik mrtvega. Ta vodja ni nujno moral biti vodja skupine, ampak ga je lahko izbrala žalujoča družina. Včasih je odgovornost prevzela tudi vdova in vodila vojno odpravo. Pogosto se je dogajalo, da so vdove ali ženske skupaj z moškimi odšle v boj. Roparske pohode so večinoma izvajale razširjene družine, medtem ko so vojne pohode organizirale in izvajale lokalne skupine ali celo več lokalnih skupin. V večjih podvigih je lahko sodelovalo 100 do 200 bojevnikov.
Pogledi Apačev na vojno so bili na splošno v močnem nasprotju s predstavami indijancev iz prerij. Ni bilo bojevniških zvez in tista bojevita navdušenost, da bi se hoteli upirati tudi v brezupnem položaju, jim je bila prav tako tuja kot običaj štetja coup (dotika sovražnika). Legendarni vodje, kot so bili Geronimo, Naiche ali Cochise, so postali slavni, ker jim je vedno znova uspelo z zvijačo prelisičiti daleč močnejšo ameriško konjenico.

## Religija in kultura
Kot večina Indijancev so bili Chiricahua globoko religiozni ljudje. Duhove, za katere so verjeli, da oživljajo celotno naravo, je bilo treba redno pomirjati z obredi v zasebnem krogu. Najpomembnejši med redkimi javnimi ceremonijami pa je bil obredni ples, ko je deklica dosegla puberteto. Običaj je zahteval, da je vsaki deklici pripadla ta čast. Razpršeni člani skupine so se nato zbrali in se zahvalili duhovom, da je deklica zdrava dosegla rodno dobo in posledično lahko pomagala zagotoviti prihodnost plemena.

## Zgodovina

### Legende
Na začetku je bil svet v temi in ni bilo ne sonca ne dneva. V večni temi nista svetila ne luna ne zvezde. Vendar je bilo na svetu veliko vrst živali, med njimi tudi strašne, neimenovane pošasti. V tem svetu ljudje niso mogli živeti, ker bi jih takoj ubile kače in druge divje živali. Vendar je bil en otrok, ki ga ni pojedla nobena zver. Njegova mati, Belo poslikana ženska (angleško: White painted Woman), ga je skrila pred zmajem, ki je jedel ljudi. Ko je deček odrasel, je šel na lov. Nekega dne je v gorah srečal zmaja. Deček je izstrelil tri puščice skozi njegov luskasti oklep in s četrto celo prebodel njegovo srce. Ime tega lovca je bilo Inde, prvi iz njegovega plemena. Te ali podobne zgodbe o stvarjenju so razširjene povsod med Apači.

### Zgodnja zgodovina
Atapaško govoreča ljudstva so bila zadnja velika indijanska skupina, ki je prišla na jugozahod ZDA. Prvotno so bili doma v severozahodni Kanadi in na Aljaski, konec 14. in v začetku 15. stoletja, torej ne dolgo pred prihodom Špancev, pa so prodrli na jugozahod. Ne da bi se tega zavedali, sta Francisco de Coronado in njegova odprava prinesla novo vrsto pomoči v deželo Apačev, konja, ki so ga ti uporabljali bolj kot vsa druga plemena jugozahoda. S konjem so dobili tovorno žival, nov vir hrane in zanesljivo transportno žival, s katero so lahko znatno razširili svoj dotedanji roparski doseg. Celotno plemensko ozemlje je bilo razdeljeno med ohlapno zvezo posameznih skupin, ki so se včasih celo medsebojno borile. Kljub temu so jih ljudstva, s katerimi so prišli v konflikt, obravnavala kot enega samega sovražnika.
Chiricahua so se upirali kolonizaciji z napadi in nasilnimi dejanji. Večkrat so se morali beli vsiljivci začasno umakniti. Njihovi obsežni plenilski pohodi globoko v Mehiko so bili strašni in razvpiti. Zgodnja španska poročila teh Indijancev niso imenovala Apači, temveč Sumas, Jocomes in Janos, vendar so bile to nedvomno skupine, ki so govorile atapaskansko, verjetno različne skupine Chiricahua, morda tudi nekatere skupine Mescalerov. V 18. stoletju so jih splošno imenovali Apači.
Poskusi misijonarjenja teh plemen so se leta 1684 končali z obsežnim uporom. Da bi zaščitili svoja naselja pred ponovnimi napadi skupin Chiricahua, so Španci zgradili verigo utrjenih vojaških postojank (špansko: Presidio (trdnjava)) v severni Mehiki. Vendar je bila obrambna vojna neučinkovita proti gverilski taktiki Indijancev. Poleg tega Apači niso bili zainteresirani za izgon Špancev iz dežele, temveč za pridobivanje konj, živine in hrane. Kazenske ekspedicije proti Chiricahua v njihovi lastni deželi so bile vedno neuspešne, ker so se Indijanci spretno izogibali odprtim spopadom. Predvsem Nednhi, ki so živeli najjužneje in s tem blizu naselij, so bili pogosto žrtve španskih in kasneje mehiških povračilnih ukrepov za napade drugih skupin Apačev. To pa je imelo za posledico, da so se Nednhi še bolj militarizirali. Popolnoma so opustili kmetovanje in živeli le od plenjenja in ropanja. Celo med drugimi Apači so si pridobili divji sloves, veljali so za brutalne in čiste roparje, ki so poleg tega sprejemali in vključevali izobčence iz drugih skupin.

### 19. stoletje
Španci in Mehičani so kasneje poskusili z novo taktiko. Apače so spodbujali, naj se naselijo v bližini presidijev, kjer so štirikrat letno dobivali hrano, odeje, oblačila in alkohol, dokler niso postali odvisni od tega. Načrt je bil uspešen do leta 1811, ko so morali Mehičani zaradi pomanjkanja denarja prekiniti dobave. Kmalu so Chiricahua in druge skupine Apačev ponovno začele z napadi, ki so postali še številčnejši in obsežnejši kot prej. Plenilski Apači so se pomikali vse do Hermosillo v Sonori in leta 1848 je bilo treba evakuirati Tubac skupaj z mnogimi drugimi mehiškimi naselji.
Ko so severne province Mehike leta 1848 z Pogodbo iz Guadalupe Hidalga pripadle ZDA, so Chiricahua Američane sprva obravnavali kot prijatelje in zaveznike proti osovraženim Mehičanom. Toda po odkritju zlata in srebra v petdesetih letih 19. stoletja v Arizoni je prišlo do prvih napetosti med ameriškimi iskalci zlata in Apači. Največji problem pa je bila zahteva ameriške vlade, da Chiricahua prenehajo z napadi na mehiška naselja onkraj meje.

#### Cochise
Leta 1858 je bila ustanovljena transkontinentalna poštna kočija Butterfield Overland Mail, ki je potekala skozi deželo Chiricahua, preko strateško pomembnega Apache Pass. Tam je bila z dovoljenjem Cochisa, poglavarja skupine Chokonen, ustanovljena poštna postaja. Toda leta 1861 se je zgodil incident, ki je privedel do odprte vojne med ameriško vojsko in Cochisejem. Cochise, ki je s svojo družino prišel v Apache Pass, je bil lažno obtožen ugrabitve 10-letnega dečka. George N. Bascom, mlad ambiciozen poročnik, je zato aretiral Cochiseja in njegovo družino. Cochise je uspel pobegniti in poskušal osvoboditi ujete družinske člane. Toda zdaj se je situacija stopnjevala. Cochise je z nekaj bojevniki napadel tovorni voz in ubil osem mehiških voznikov. Nato je poročnik Bascom dal obesiti Cochisejevega brata in dva nečaka. Cochise se je odločil, da bo Američane pregnal iz svoje dežele in zbral svoje bojevnike za krvavo kampanjo. Iz svojih skrivališč v gorah so napadali tovorne karavane, poštne kočije, rudnike in manjša naselja. Naseljenci celotne regije so pobegnili in dva meseca kasneje sta Cochise in njegova Chiricahua po ocenah ubila 150 belcev.
Cochise se je povezal z Mangas Coloradasom, poglavarjem Bedonkohe, in 10 let vodil neusmiljeno gverilsko vojno proti belcem. Čeprav ni bilo nikoli mogoče natančno ugotoviti, koliko ljudi je padlo kot žrtve Cochiseja, je bilo to število zagotovo tako visoko, da je povzročilo veliko zaskrbljenost pri najvišjih zveznih organih. Leta 1872 je predsednik Ulysses S. Grant poslal generala iz državljanske vojne, Oliver Otis Howarda k Cochiseju in končno je bil sklenjen mirovni sporazum. Chiricahua so smeli obdržati svoj način življenja, svoje orožje in svoje tradicionalno lovišče. Rezervat je obsegal Chiricahua Mountains in Dragoon Mountains, kjer je pleme živelo in lovilo že več generacij. Leta 1874 je Cochise umrl v starosti 51 let. Njegov najstarejši sin Tahzey (Taza)je privolil v preselitev v San Carlos Reservation]] ob Gila reki.

#### Geronimo
Toda nekateri voditelji drugih skupin Chiricahua so se uprli opustitvi svobodnega življenja, med njimi Juh, vodja Nednhijev in sveti mož (Diyin) Bedonkohejev, imenovan Geronimo, ki se je pravzaprav imenoval Gokhlayeh (Tisti, ki zeha). Podobno kot Geronimo je vedno več bojevnikov Chiricahua uporabljalo rezervat le kot nekakšno zatočišče. Svoje roparske pohode so izvajali v bližnji Mehiki in se nato vračali, ko jim je tam postalo prevroče. Pogosto so prinašali ukradene konje in govedo, ki so jih prodajali svojim plemenskim članom v rezervatu.
V naslednjih letih si je Geronimo v zgodovini Zahoda ustvaril ime, ki ga je proslavilo daleč preko meja Arizone. Veljal je za zadnjega borca odpora, ki je bil trdno odločen, da se bo za svojo svobodo in tradicionalni način življenja boril dlje in močneje kot kateri koli drug Indijanec. Ko so njegovi napadi v Mehiki in Združenih državah leta 1882 postali neznosni, sta se obe državi dogovorili, da imajo indijanske lovske čete obeh držav pravico razširiti pregon do 320 kilometrov (200 milj) v ozemlje druge države.
Vrhovni poveljnik ameriških čet je bil general George Crook, ki se je že izkazal v drugih kampanjah proti Indijancem. Crook je razvil lastno taktiko, ki se je kmalu izkazala za uspešno. Bil je prepričan, da je za ujetje enega Apača potreben drug Apač. Tako je okrepil svoje konjeniške čete s 193 indijanskimi izvidniki (angleško: Scouts), ki jih je rekrutiral v rezervatu. Celo preganjani Apači teh izvidnikov niso imeli za izdajalce, saj so se posamezne skupine med seboj vedno borile, smrtonosna dolgočasje v rezervatu pa je naredilo svoje. Ta novost se je kmalu izplačala, ko je skupina teh izvidnikov maja 1883 odkrila apaško taborišče v mehiških gorah in jim je uspelo premagati uporne bojevnike. Geronimo je bil zdaj pripravljen pogajati se s Crokom. General je vedel, da so Chiricahua razpršeni po vsej deželi, zato je Geronimu dal dva meseca časa, da zbere svoje ljudi in jih vrne v rezervat. Geronimo se je držal obljube, vendar se je vrnil šele po devetih mesecih, marca 1884.
V pismu, napisanem leta 1884 svojim nadrejenim, je Crook ponosno zapisal, da "prvič v zgodovini vsak pripadnik plemena Apačev živi v miru." Toda mir je bil kratkotrajen. Leto kasneje je Geronimo spet pobegnil in s seboj vzel 42 moških in 92 otrok in žensk. Crook je zbral vojaško silo, kakršne še ni bilo v nobeni od tako imenovanih apaških vojn – 20 enot konjenice in več kot 200 izvidnikov, skupaj več kot 3.000 mož. Celotno zimo 1885/1886 so Crookove čete preganjale sovražnika v Sierri Madre v Mehiki. Marca 1886 se je Geronimo pustil prepričati, da se sreča s Crokom nekaj kilometrov južno od meje. Crook in Geronimo sta se pogajala dva dni in Geronimo se je spet strinjal, da se vrne v rezervat. Toda ponoči in v dežju si je premislil in spet pobegnil, z njim je pobegnilo 20 bojevnikov in 18 žensk in otrok.
Crooka je že nekaj časa napadala tisk, češ da je preveč human do Apačev. Ko ga je zaradi tega grajal tudi njegov nadrejeni, general Philip Sheridan, je Crook odstopil s svojega poveljstva. Njegov naslednik je postal general Nelson Miles. Za lov na Geronima je ta zbral celo 5.000 mož in na gorah je dal postaviti 30 zrcalnih telegrafov. Ko so se Chiricahua spretno izmikali tej množični zasedbi lovcev na ljudi in nadaljevali svoje roparske pohode po mili volji, se je med prebivalci regije razširil paničen strah. Julija 1886 si je Geronimo sredi Sierre Madre privoščil počitek in ni izgubil niti enega moža. Konec avgusta je bil končno pripravljen govoriti z generalom Milesom.

### Kapitulacija in internacija
3. septembra 1886 se je Geronimo predal in bil skupaj z 381 drugimi Chiricahua, vklenjen v verige na rokah in nogah, poslan v izgnanstvo na Florido kot vojni ujetnik. Moški, ženske in otroci so bili ločeni. Ameriške oblasti so internirale ženske v barakah Mt. Vernon v Alabami, moške v Fort Pickens na Floridi, otroke pa so poslali v Carlisle Indian Industrial School v Carlisleu v Pensilvaniji, "da bi jih tam civilizirali in vzgojili". Mnogi od njih so umrli zaradi bolezni, predvsem zaradi neobičajnega podnebja. Leta 1894 so Geronima in preostale Chiricahua končno premestili v vojaški zapor v Fort Sillu v Oklahomi. Geronimo sam je bil degradiran v razstavni eksponat in je leta 1901 nastopil na inavguracijski paradi predsednika Theodoreja Roosevelta in leta 1904 na Louisiana Purchase Exposition, svetovni razstavi v St. Louisu. Umrl je 17. februarja 1909 v Fort Sillu, ne da bi kdajkoli več videl svoj dom.
V 20. stoletju je zgodovina Chiricahua in njihovih voditeljev služila kot snov za številne vesterne Hollywooda in romane o Divjem zahodu.

## Demografija
V začetku 16. stoletja so bile vse skupine Chiricahua Apačev ocenjene na približno 3.000 ljudi, vendar so nenehne vojne proti Špancem, Mehičanom in kasneje Američanom, kot tudi več hudih epidemij črnih koz in malarije, vedno znova zdesetkale posamezne skupine. Vendar pa so do sredine 19. stoletja lahko stabilizirali svojo populacijo z posvojitvijo in integracijo ugrabljenih indijanskih in belih otrok in žensk ter Indijancev, ki so bežali pred Španci, Mehičani in Američani.
V 1860-ih so Chiricahua Apači šteli približno 3.000 članov plemena in so lahko postavili približno 750 bojevnikov. Zaradi nenehnih bojev z Mehičani in Američani ter sosednjimi plemeni se je število Chiricahua nenehno zmanjševalo. V 1870-ih so lahko postavili le še 600 bojevnikov, razdeljenih na štiri neodvisno delujoče bande: Chihenne (približno 175 bojevnikov), Chokonen (približno 150 bojevnikov), južni Chiricahua (Nednhi) (približno 150 bojevnikov) in Bedonkohe kot najmanjša skupina (približno 125 bojevnikov).
Od približno 25.000 Apačev po vsej državi se jih danes približno 3.500 opredeljuje kot Chiricahua.

## Chiricahua danes
Sodobni Chiricahua Apači živijo v Oklahomi in v rezervatu Mescalero Apači v Novi Mehiki. Mnogi danes živijo v urbanih središčih, kjer delajo kot delavci ali kmetijski delavci. Konec 20. stoletja je bilo še vedno 600 čistokrvnih Chiricahua Apačev.

## Chiricahua bande in lokalne skupine
Pri Chiricahuah so obstajale štiri divizije/bande, ki so bile sestavljene iz več lokalnih skupin (gotahs, angleško local bands):

### Chokonen
Chokonen, Chukunende ali Tsokanende (Ch’ók’ánéń, Tsoka-ne-nde, Tcokanene, Chu-ku-nde, Chukunen, Ch’úk’ánéń, Ch’uuk’anén – „ljudje z gorskih pobočij“, tudi Chiricaguis, „pravi“ ali „centralni Chiricahua“)
- Lokalna skupina Chokonen (živeli so zahodno od današnjega Safforda v Arizoni, vzdolž zgornjega toka reke Gil in severovzhodno vzdolž reke San Francisco do gorovja Mogollon v Novi Mehiki ter v dolini San Simon na jugozahodu, „severovzhodna lokalna skupina“)[Opomba 3]

- Lokalne skupine Chihuicahui Apači (izpeljano iz jezika Opata: “Chiwi Kawi” ali “Chihuicahui/Chiguicagui”: „Gora divjih puranov“, s čimer so opisali prednostno območje poselitve in lova vsaj treh lokalnih skupin med gorovjem Dragoon in Chiricahua Mountains v jugovzhodni Arizoni zahodno od reke San Pedro, njihova zahodna meja so bile današnje naselbine Engin, Benson, Johnson in Willcox, potepali so se severno do reke San Simon ter vzhodno do jugozahodne Nove Mehike, obvladovali so gorovje Huachuca (v apaškem jeziku: „Gromovite gore“), južno Pinaleno ter gorovje Winchester, Dos Cabezas, Chiricahua, Dragoon in Mule, danes se Chiricahua National Monument nahaja na nekdanjem plemenskem ozemlju, lastno ime morda Shaiahene, v angleščini znani tudi kot Huachuca Mountains Apači kot Cochise Apači, „jugozahodna lokalna skupina“)[Opomba 4]

- - Lokalna skupina Cai-a-he-ne („Ljudje zahajajočega sonca, tj. na zahodu“, živeli so najbolj zahodno od vseh Chihuicahui, zahodna lokalna skupina, Cochisejeva skupina)

- - Lokalna skupina Tse-ga-ta-hen-de („Ljudje skalnih žepov“, živeli so v gorovju Chiricahua)

- - Lokalna skupina Dzil-dun-as-le-n („Skale ob vznožju travnatega prostranstva“, živeli so v gorovju Dragoon)

- Lokalna skupina Dzilmora (živeli so v gorovju Alamo Hueco, Little Hatchet in v gorovju Big Hatchet, ki so ga Apači imenovali Dzilmora, v jugozahodni Novi Mehiki, „jugovzhodna lokalna skupina“)

- Lokalna skupina Animas (živeli so južno od reke Gila, zahodno od doline San Simon v gorovju Peloncillo vzdolž meje med Arizono in Novo Mehiko južno do kanjona Guadalupe in vzhodno v dolini Animas ter gorovju Animas v jugozahodni Novi Mehiki, „južna lokalna skupina“)

- Neimenovana lokalna skupina (živeli so na severovzhodu Sonore, Mehika, in v sosednji Arizoni, v kanjonu Guadalupe, vzdolž reke San Bernardino, v severozahodnih delih Sierre San Luis, v dolini Batepito s Sierro Pitaycachi, vzhodno od Fronteras, kot njihova trdnjava)

- po imenu neznana lokalna skupina (živela je vzhodno od Fronteras v Sierri Pilares de Teras v Sonori)

- po imenu neznana lokalna skupina (živela je v Sierri de los Ajos severovzhodno od reke Sonora, vzdolž reke Bavispe severno do Fronteras)

### Bedonkohe
Bedonkohe, Bidánku ali Bidankande (Bi-dan-ku – „ljudstvo, ki se naseli na čelu“ ali Bi-da-a-naka-enda – „ljudstvo, ki se naseli na meji s sovražnikom“, živeli so na zahodu Nove Mehike v gorovjih Mogollon in Tularosa med reko San Francisco na zahodu in reko Gila na jugovzhodu; ker je bilo njihovo najljubše zatočišče pogosto gorovje Mogollon, so jih imenovali tudi Mogollon Apaches, tako kot druge lokalne skupine Apačev vzdolž reke Gila in v gorovju Gila so jih pogosto imenovali Gileños ali Gila Apaches, severovzhodni Chiricahua)
- po imenu neznana lokalna skupina (živela je v gorovju Mogollon)

- po imenu neznana lokalna skupina (živela je tudi v gorovju Mogollon)

- po imenu neznana lokalna skupina (živela je v gorovju Tularosa)

### Chihenne
Chihenne, Chihende ali Tchihende (Chi-he-nde, Tci-he-nde, Chíhéne, Chííhénee’ – „rdeče poslikano ljudstvo“ ali „ljudstvo rdeče barve“, ime se lahko nanaša na rdečo barvo bakernatega plemenskega ozemlja, pogosto imenovano Copper Mine, Warm Springs/Ojo Caliente Apache, Mimbreños/Mimbres, Gila Apaches, vzhodni Chiricahua)
- lokalne skupine Warm Springs Apache (z Warm Springs ali v španščini Ojo Caliente - „vroči/topli izviri“ je bilo označeno njihovo najljubše zatočišče - območje Hot Springs, sami Apači so območje imenovali Tih-go-tel - „štiri široke ravnice“)

- - severna lokalna skupina Warm Springs (živela je severovzhodno od Bedonkohe v gorovjih Datil, Magdalena in Socorro, na ravnicah San Agustin in na severu od današnjega Quemada vzhodno do Rio Grande, severna lokalna skupina)[7]

- - južna lokalna skupina Warm Springs (tudi: pravi Warm Springs, naselili so se blizu Ojo Caliente blizu današnjega Monticella, med potokom Cuchillo Negro in potokom Animas, obvladovali so gorovja San Mateo in Negretta ter Black Range zahodno od Rio Grande do reke Gila, uporabljali so termalni izvir v bližini današnjega "Truth or Consequences", prej imenovan Hot Springs, zato so jih imenovali Warm Springs Apaches ali Ojo Caliente Apaches, južna lokalna skupina)

- lokalne skupine Gila / Gileños Apache (pogosto se uporablja kot skupni izraz za vse lokalne skupine Chiricahua in zahodnih Apačev vzdolž reke Gila in v gorovju Gila)

- - lokalna skupina Ne-be-ke-yen-de („ljudstvo dežele“ ali „ljudstvo, ki mu pripada ta zemlja/dežela“,[8] tudi: Copper Mine Apaches, najverjetneje mešana lokalna skupina Chihenne-Bedonkohe, živeli so jugozahodno od reke Gila, zlasti pri izvirih Santa Lucia v gorovju Burro, severozahodno od današnjega Silver City (Nova Mehika), obvladovali so gorovja Pinos Altos, Pyramid Mountains in okolico današnjega mesta duhov Santa Rita (Nova Mehika) vzdolž reke Mimbres na vzhodu, prej so jih imenovali Gileños ali Gila Apaches, so postali po odkritju obesžnih bakrenih rudnikov pri Santa Rita del Cobre v nadaljevanju večinoma imenovani Copper Mine Apaches (»Apači bakrenih rudnikov«); zahodna lokalna skupina)[9]

- - Mimbres/Mimbreño lokalna skupina (živeli so v jugovzhodnem zahodnem Novem Mehiki, med rekama Mimbres in Rio Grande v gorovjih Mimbres in Cook’s Range, zato so jih imenovali Mimbres Apaches ali Mimbreño Apaches, vzhodna lokalna skupina)

- - neimenovana lokalna skupina (živeli so v južnem Novem Mehiki v gorovjih Pyramid Mountains in v gorovjih Florida Mountains, ki so jih Chihenne imenovali Dzlnokone – »Dolg viseči gorski vrh«, selili so se na vzhod do reke Rio Grande in na jug do mehiške meje, južna lokalna skupina)

### Nednhi
Nednhi, Nde’ndai ali Ndendahe (Ndéndai, Nde-nda-i, Nédnaa’í, Ndé’indaaí, Ndé’indaande – »Sovražno ljudstvo«, »Ljudstvo, ki povzroča težave«, »Ljudstvo (ki živi med) sovražniki«, pogosto imenovano Bronco Apaches – »divji Apači«, Sierra Madre Apaches, Južni Chiricahua).
- Nednhi Apache lokalne skupine (živeli so v severozahodni Chihuahui, severovzhodni Sonori ter v jugovzhodni Arizoni in so se globoko na jug selili v Sierro Madre, verjetno so se imenovali Dzilthdaklizhéndé – »Ljudstvo modrih gora, tj. Sierre Madre«, severna lokalna skupina, delili so se na vsaj pet lokalnih skupin)

- - Janeros lokalna skupina (tudi: Pravi Nednhi, živeli so v severozahodni Chihuahui in severovzhodni Sonori, južno v Sierro San Luis, Sierro del Tigre, Sierro de Carcay, Sierro de Boca Grande, zahodno onkraj reke Aros do Bavispe, na vzhodu vzdolž reke Janos in reke Casas Grandes do jezera Guzmán v severnem bazenu Guzmán, raje so trgovali s Presidiom Janos, verjetno so se imenovali Dzilthdaklizhéndé – »Ljudstvo modrih gora, tj. Sierre Madre«, severna lokalna skupina)

- - Tu-ntsa-nde lokalna skupina (»Ljudstvo ob veliki vodi, tj. reki Aros«, njihova trdnjava z imenom Guaynopa se je nahajala v ovinku reke Papigochic (reka Aros) vzhodno od meje Sonore blizu gore z imenom Dzil-da-na-tal – »Gora, ki drži glavo gor in gleda ven«, najmanjša lokalna skupina)

- - Haiahende lokalna skupina (»Ljudstvo vzhajajočega sonca, tj. vzhoda«, živeli so v Peloncillo Mountains, Animas Mountains in Florida Mountains v jugovzhodni Arizoni in v Panhandleu Nove Mehike ter južno do sosednjih gora v severovzhodni Sonori in visokih planotah v severozahodni Chihuahui – morda identični z omenjeno »Hakaye lokalno skupino« na istem območju)

- Carrizaleños lokalna skupina (Chiricahua so jih imenovali Gol-ga-he-ne – »Ljudstvo ravnine« ali Gul-ga-ki – »Ljudstvo prerijskih psov«, zaradi njihove preference življenja v ravninah v severni Chihuahui, med presidi Janos na zahodu ter Carrizal in El Carmen ter jezerom Santa Maria na vzhodu, južno do Corralitosa, Nuevo Casas Grandes in Agua Nuevas, 60 mi (97 km) severno od mesta Chihuahue, obvladovali so južni bazen Guzmán ter gorske verige vzdolž rek Casas Grandes, San Miguel, Santa Maria in Carmen, verjetno so se imenovali Tsebekinéndé – »Ljudje kamnite hiše / Ljudje skalne hiše«, jugovzhodna lokalna skupina)

- Pinaleños lokalna skupina (živeli so v severnem obmejnem območju med Sonoro in Chihuahuo, južno od Bavispe, med rekama Bavispe in Aros, obvladovali so Sierro Huachinera, Sierro de los Alisos in Sierro Nacori Chico. Ti hribi imajo veliko gozdov apaškega bora (Pinus engelmannii) – zato so jih imenovali Pinaleño Apaches ali Pinery Apaches – »Apači borovih gozdov«, jugozahodna lokalna skupina.

Carrizaleňo Nednhi si niso delili le prekrivajočih se območij okoli Casas Grandes in Agua Nuevas z Tsebekinéndé, južno skupino Mescalero, ki so jo Španci pogosto imenovali Aguas Nuevas, ampak tudi isto ime – Tsebekinéndé. Zato so Španci, Mehičani in Američani pogosto zamenjevali ti dve različni skupini Apačev. Enako velja za Janeros Nednhi (Dzilthdaklizhéndé) in severovzhodno in vzhodno živeče Dzithinahndé iz Mescalero.
Lokalne skupine Chokonen, Chihenne, Bedonkohe in tri druge lokalne skupine Nednhi, ki so bile bodisi »neznane po imenu« bodisi navedene pod španskimi/angleškimi »imeni« zgoraj – in so bile poimenovane po svojih vodjih, bivališču ali posebni značilnosti, na primer poslikavi ali oblačilih – so bile zgodaj uničene ali razpršene zaradi dejanj mehiške in kasneje ameriške vojske, tako da njihova imena preživelim Apačem ob koncu 19. stoletja niso bila več znana.
Bodisi so bile uničene med operacijami mehiške in ameriške vojske (1840–1870), kot Pinaleño-Nednhi, ali pa so se pridružile drugim manj zdesetkanim lokalnim skupinam. Razpršeni Carrizaleños-Nedhni so se bodisi pridružili svojim severnim sorodnikom, Janerosom, ali lokalnim skupinam Mescalero na jugovzhodu in severovzhodu. V zadnjih bojih Chiricahua so bile številne lokalne skupine tako zdesetkane, da niso bile več sposobne same obstati v boju in si zagotoviti varnost ter svobodo. Janero-Nednhi pod Juhom so v tem času postali zbirališče najmanjših skupin, ki so želele nadaljevati boj.

## Chiricahua poglavarji

### Chihenne (Chihende / Tchihende)
- Juan Josè Compá (pribl. *1786 - †1837 v pokolu v Santa Rita del Cobre; njegov oče El Compá je bil pomemben poglavar Janeros-Nednhi, ki je od 1830-ih deloval kot posrednik med Mehiko in Apači ter se trajno in mirno naselil pri Presidio Janos, Juan Josè Compá je leta 1794 nasledil svojega očeta kot poglavar Bedonkohe in kasneje tudi "Coppermine" Mimbreño-Chihenne, bil je vodilni poglavar južno od reke Gila na jugozahodu Nove Mehike in severozahodu Chihuahue ter podpisnik mirovnih pogodb iz leta 1832 in 1835, morda stric poglavarja Delgadita)

- Fuerte (špan.: "Močan", tudi: Soldado Fiero ("Divji, trd vojak"), pribl. *? - †1835/1837 blizu Santa Rita del Cobre, poglavar "Warm Springs" Mimbreño-Chihenne in najpomembnejši poglavar po Juanu Josèju Compáju, ubile so ga čete Presidia iz Janosa, Chihuahua.)

- Cuchillo Negro (špan.: "Črno[obarvan] nož", apaško ime Baishan - "Nož", pribl. *1796 – †24. maj 1857, sin poglavarja Fuerteja/Soldada Fiera in svak Mangasa Coloradasa, poglavar "Warm Springs" Mimbreño-Chihenne in najpomembnejši poglavar po Mangasu Coloradasu, ubile so ga ameriške čete leta 1857 v kanjonu de los Muertos Carneros (Kanjon mrtvih ovc))[11]

- Delgadito (špan.: "tanek", "ozek", apaško ime Tudeevia oz. Dudeevia, vojni poglavar pod Juanom Josèjem Compájem (morda njegovim stricem) in Fuertejem/Soldadom Fierom ter njunima naslednikoma Mangasom Coloradasom in Cuchillom Negrom, pogosto je služil poglavarjema Mangasu Coloradasu in Cuchillu Negru kot govornik pri pogajanjih, po umoru Mangasa Coloradasa ga je nasledil kot poglavar "Coppermine" Mimbreño-Chihenne, poleg Victoria vodilni poglavar Chihenne)

- Itán (pribl. *? - †1857, ugleden poglavar lokalne skupine "Coppermine" Mimbreño-Chihenne, zaveznik Delgadita in Mangasa Coloradasa, od 1835 do 1843 je sodeloval pri mirovnih pogajanjih s Pisagom Cabezónom in Mangasom Coloradasom ter hkrati nadaljeval z napadi na Sonoro in Chihuahuo, plen je prodajal v Socorru, Nova Mehika, od 1849/1850 se je pridružil zmernim Delgaditu in Coletu Amarillu ter Láceresu in leta 1850 sklenil mir s Chihuahuom v Janosu, po pokolu v Carrascu, ki so ga izvedle čete Sonore nad Apači pri Janosu leta 1851 (22 mrtvih Apačev - med njimi takrat najpomembnejši poglavar Chokonenov Yrigóllen ter 62 ujetih Apačev), je ponovno začel z napadi na Mehiko, leta 1856 je s pomočjo izmenjave ujetnikov sklenil mir v Janosu.)

- Mangas Coloradas (tudi: Mangus Colorado, špansko-mehiško za "(krvavo) rdeči rokavi", Red Sleeves (nemško: "Rdeči rokavi") - prevzem njegovega apaškega vzdevka Kan-da-zis Tlishishen ("Rdeča/Rožnata srajca", ker je v boju vedno nosil rdečo srajco), pravo ime Dasoda-hae ("Preprosto sedi tam"), rojen 1797, umrl 18. januarja 1863, rojen Bedonkohe, naslednik Juana Josèja Compája kot poglavar "Coppermine" Mimbreño-Chihenne ter Mahka kot poglavar Bedonkohe, tast poglavarjev Cochiseja, Victoria in Kutu-hale/Kutbhalle (verjetno identičen s Caballerom/Ca-bal-le-som, poglavarjem skupine Nit'ahéndé Severnih Mescalerov), do svojega umora približno 25 let najpomembnejši vodja med skupinami Chiricahua[12])

- Victorio (špansko za "Zmagovalec, Zmagoslavni", apaško ime Bidu-ya, Beduyat ali Beduiat - "Tisti, ki nadzoruje svoje konje", pribl. *1825 - †14./15. oktober 1880, Tres Castillos, Chihuahua, zet Mangasa Coloradasa in naslednik Cuchilla Negra kot poglavar "Warm Springs" Mimbreño-Chihenne, je kmalu presegel Delgadita po ugledu in postal vodilni poglavar Chihenne, leta 1879/1880 je z bando pribl. 200 do 250 bojevnikov Chihenne, Bedonkohe in Mescalero ter nekaj Komančev pod poglavarjem Caballerom/Ca-bal-le-som (Victoriov svak) ter ženskami in otroki izvedel več uspešnih napadov v Novi Mehiki, Teksasu in Chihuahui, bil je poražen v bitki pri Tres Castillosu s strani polkovnika Joaquina Terrazasa in 260 vojakov ter Tarahumara - izvidnikov, 61 bojevnikov in Victorio ter 16 žensk in otrok je bilo ubitih, 68 žensk in otrok je bilo prodanih v suženjstvo v Chihuahua Cityju)[13]

- Nana (špan. "Babica", ime Apačev Haškɛnadɨltla ("Jezen, je vznemirjen/razburjen") in Kas-tziden ("Zlomljena noga"); pribl. *1800 - †1894, nečak Delgadita, poročil se je s sestro Geronima, segundo in vojni poglavar Cuchilla Negra ter njegovega naslednika Victoria, po Victorievi smrti poglavar "Warm Springs" Mimbreño-Chihenne)

- Loco (špan. "Norec, drzen, pogumen", ime Apačev Jlin-tay-i-tith in Lidayisil ("Ustavi - Njegov konj"), *1823 - †1905, po Delgaditovi smrti je postal poglavar "Coppermine" Mimbreño-Chihenne in drugi najmočnejši poglavar po Victoriu)[14]

- Ka-ya-ten-nae (ime Apačev Kadhateni oz. Gait-en-eh, tudi: Ka-T-Te-Kay in Kaetenna ("Zrcalno steklo"), *1858 - †januar 1918, slavni bojevnik, zaradi poskusa umora Brittona Davisa je bil tri leta interniran na zaporniškem otoku Alcatraz, drugi mož bojevnice Gouyen ("Tista, ki je modra", pribl. *1857 - †1903) in očim Kaywaykle)[15]

- Mangas (tudi: Mangus, kasneje: Carl Mangus, pribl. *1846 - †9. februar 1901, Fort Sill, Oklahoma, najmlajši sin Mangasa Coloradasa, vodja lokalne skupine Chihenne in prepričan borec za pravice Chihenne do lastne zemlje, se je s svojo majhno skupino oktobra 1886 predal kot zadnji apaški vodja, potem ko so se že Chihuahua spomladi ter Naiche in Geronimo septembra 1886 predali, do svoje smrti je služil kot Fort Sill's Native Scout v ameriški vojski in je bil zato pokopan na pokopališču Old Post Cemetery in ne na pokopališču vojnih ujetnikov.)

### Bedonkohe (Bidánku / Bidankande)
- Juan Diego Compá (naslednik svojega očeta El Compá kot poglavar Janeros-Nednhi pri Janosu, kasneje tudi poglavar lokalne skupine Bedonkohe in segundo (vojni poglavar) svojega brata Juana Josèja Compája, takrat najmočnejšega poglavarja med plemeni Chiricahua)

- Mahko (tudi: Stari Mahko; vodilni poglavar vseh Bedonkohe, njegov sin Taklishim, oče Geronima, pa se ni mogel uveljaviti proti rivalskim vodjem, Manu Moči in Luisu, tako da se je vodstvo Bedonkohe razdelilo, kasneje je bil za poglavarja izvoljen Mangas Coloradas)

- Mano Mocha (špansko: „mokasta roka“, ker je bila roka pohabljena v boju proti grizliju, ime Apačev Tuin, okoli *1780 - †1840; vodja lokalne skupine v gorovju Mogollon in pomemben vojni poglavar, po smrti Mahka je preprečil, da bi njegov sin prevzel nasledstvo kot poglavar, v 1830-ih in 1840-ih je prevzel zmernejšo politiko Chokonen Bands do Mehike, enega od njegovih sinov so lovci na skalpe ubili v začetku julija 1849 v Corralitosu, Chihuahua, med mirovnimi pogajanji)

- Luis (sin Mangasa Coloradasa, vodja lokalne skupine Bedonkohe v 1840-ih, skupaj z Manom Mochom je po smrti Mahka preprečil, da bi njegov sin prevzel nasledstvo kot poglavar)

- Jóse Mangas (brat Mangasa Coloradasa in oče Chata, poglavarja lokalne skupine Chokonen, skupaj s Chastine (sin Mangasa Coloradasa), Gordom (ime Apačev: Nay-zar-zee), Chivo in Esquine je vodil različne lokalne skupine Bedonkohe, tesen zaveznik Chokonen)

- Esquine (tudi: Eskinye, polbrat Nahilzaya, segundo in vojnega poglavarja Cochisea, svetovalec Taze in vodja vojne frakcije Chokonen, poglavar lokalne skupine Bedonkohe v 1860-ih in 1880-ih, zaveznik Victoria in Chata, se je leta 1879 po hudem porazu pri jezeru Guzman pridružil Nednhijem)

- Gordo (ime Apačev Nay-zar-zee, že pod Mangasom Coloradasom vpliven vodja lokalne skupine in vojni poglavar, po njegovi smrti je skupaj z Jósejem Mangasom (brat Mangasa Coloradasa), Chastine (sin Mangasa Coloradasa), Chivo in Esquine vodil različne lokalne skupine Bedonkohe, tesen zaveznik Nednhijev pod Juhom)

- Chiva (vodja lokalne skupine in vojni poglavar, po smrti Mangasa Coloradasa je skupaj z Jósejem Mangasom (brat Mangasa Coloradasa), Chastine (sin Mangasa Coloradasa) in Esquine vodil različne lokalne skupine Bedonkohe, tesen zaveznik Nednhijev pod Juhom ter vzhodnih White Mountain Apačev pod Esh-kel-dah-silo, še enim zetom Mangasa Coloradasa)

- Geronimo (špansko priklic svetega Hieronima (Jerónimo), ime Apačev Gokhlayeh, Goyaałé ali Goyáálé („Zevajoči“), *16. junij 1829 - †17. februar 1909, vnuk zadnjega pomembnega poglavarja Bedonkohe Mahka, zdravilec in vojni poglavar skupine Bedonkohe, Chihenne in Nednhi, vendar je bil vedno pod vodstvom poglavarjev Loca, Nane, Juha in Naichea)

### Nednhi (Nde’ndai / Ndendahe)
- Coleto Amarillo (špansko: „Rumena srajca“, *? - †1852, poglavar Janeros-Nednhijev in v 1840-ih in 1850-ih vodilni poglavar Nednhijev, najpomembnejši zagovornik poglavarjev Chiricahua junija 1850 pri miru v Janosu, Chihuahua, leta 1852 ga je ubila vojska iz Sonore severno od jezera Guzmán v SZ Chihuahui[16], istoimenski sin je bil v 1850-ih in 1860-ih vodja majhne skupine Janeros-Nednhi)

- Láceres (tudi: Láceris, poglavar Janeros-Nednhijev in v 1840-ih in 1850-ih po Coletu Amarillu vodilni poglavar Nednhijev)

- Arvizu (okoli *1795 - †1851, vodja skupine Janeros-Nednhi, ki je od 1820-ih večinoma živela blizu Janosa, Chihuahua, podpisal mirovni pogodbi iz leta 1842 in 1850, vendar je bil umorjen v masakru Carrasco leta 1851 s strani vojakov Sonore.

- Galindo (vojni poglavar v 1840–1850-ih, naslednik Láceresa kot poglavar lokalne skupine Janeros-Nednhi v 1850–1860-ih)

- Barboncito (vodja skupine Janeros-Nednhi v 1840–1850-ih)

- Perea (vodja skupine Janeros-Nednhi v 1840–1850-ih)

- Natiza (poleg Juha vodilni poglavar Janeros-Nednhi v 1860–1870-ih)

- Juh (tudi: Jui, Hu, Ho, Whoa (izgovori se: Hoo), ime Apačev Tan-Dɨn-Bɨl-No-Jui („Prinaša veliko (ukradenih) stvari s seboj“) in Ya-Natch-Cln oz. Ya-Nach-Cle („daljnovidni“), pribl. *1825 - †november 1883, od sredine 1850-ih do svoje smrti poglavar Janeros-Nednhi in zadnji pomembni vodja Nednhi ter po Victoriojevi smrti zadnji pomembni vojaški vodja skupin Chiricahua)

- Asquienalte (poglavar Janeros-Nednhi)

- Soquilla (pribl. *1800 - †1840-ih; vodja lokalne skupine Janeros-Nednhi, leta 1842 je na mirovni konferenci v Janosu nastopil kot govornik poglavarjev, njegova lokalna skupina je pripadala skupini pod poglavarjem Asquienaltejem, leta 1844 se je pridružil roparskim pohodom Chokonenov v Sonoro)

- Jasquedegá (tudi: Asquedega, *? - †6. junij 1849 v Carmen, Chihuahua, poglavar skupine Carrizaleños-Nednhi, ubit skupaj z 22 drugimi Carrizaleños-Nednhi s strani lovcev na skalpe)

- Cristóbal (v 1820–1830-ih poleg Jasquedegája najpomembnejši poglavar Carrizaleños-Nednhi)

- Francisquillo (vodja skupine Carrizaleños-Nednhi v 1840–1850-ih)

- Francisco (vodja skupine Carrizaleños-Nednhi v 1840–1850-ih)

- Cigaritto (vodja skupine Carrizaleños-Nednhi v 1840–1850-ih)

- Cojinillín (vodja skupine Carrizaleños-Nednhi v 1850–1860-ih)

- Felipe (vodja skupine Carrizaleños-Nednhi v 1850–1860-ih)

### Chokonen (Chukunende / Tsokanende)
- Pisago Cabezón (pribl. *1770 - †1846 v občina Galeana, Chihuahua, leta 1793 je nasledil svojega očeta, ki so ga ubili vojaki, kot poglavar, poleg Rellesa/Reyesa vodilni zmerni poglavar Chokonenov, skupaj s Poncejevimi Chihenne in drugimi poglavarji je 4. julija 1842 podpisal mirovno pogodbo v Janosu in obljubil Chihuahui vojaško pomoč proti sovražnim skupinam Mescalerov Apačev, leta 1846 ga je skupaj s pribl. 130 Apači v Galeani umoril James Kirker in njegovi lovci na skalpe, imel je več žena in vsaj 13 otrok (med njimi verjetno Cochisa), poleg tega so bili nekateri pomembni vodje Chokonenov (Tapilà, Casimiro in Carro) v 1840–1850-ih člani njegove lokalne skupine in verjetno v sorodu z njim)

- Relles (tudi: Reyes, *? - †1846 v občini Galeana, Chihuahua, poleg Pisaga Cabezóna vodilni zmerni poglavar Chokonenov v 1830–1840-ih, njegova lokalna skupina je večinoma taborila blizu Fronteras, Sonora, podpisal je pogodbo iz leta 1838 s Sonoro ter skupaj s Pisagom Cabezónom in drugimi poglavarji 4. julija 1842 mirovno pogodbo v Janosu, med sovražnostmi med Sonoro in Apači, ki so ponovno izbruhnile leta 1844, je bil eden najpomembnejših sovražnih poglavarjev in zato glavna tarča lovcev na skalpe Jamesa Kirkera, kateri je prav tako padel v žrtev v Galeani)

- Posito (tudi: Posito Moraga, pribl. *? - pribl. †1855, pomemben poglavar lokalne skupine Chokonenov v 1840–1850-ih, njegov brat Chino je bil tesen zaveznik Cochisea v 1850–1860-ih)

- Yrigóllen (v 1840–1850-ih vodilni poglavar Chokonenov, njegov segundo in vojni poglavar je bil Miguel Narbona, njegov brat Aguirre (pribl. *? - †1868) je bil od 1850-ih vodja skupine Chokonenov in zaveznik Cochisea, leta 1868 so ga ubili vojaški pripadniki Sonore blizu Janosa, Chihuahua.)

- Tapilà (poglavar lokalne skupine Chokonenov, po Carru, Esquinalineju in Casimiru eden najpomembnejših vodij v 1840–1860-ih)

- Teboca (pribl. *1790 - pribl.†1851 v bitki pri Pozo Hediondo (Gran Esperanza), Sonora, Mehika, sovražni vodja lokalne skupine v 1830–1850-ih, njegovi sinovi Tullote, Naquebre, Guero, Vicente in Chiquito so bili pomembni bojevniki in podporniki Cochiseja)

- Matías (ok. *1790 - ok. †1845, kot Relles/Reyes se je od 1820-ih do 1840-ih s svojo skupino naselil večinoma blizu Fronteras, Sonora, bil je zmeren poglavar Chokonenov in je večkrat potoval na mirovna pogajanja v Guaymas, Ures in [Chihuahua City, po njegovi smrti sta njegova sinova Pablo in Elías postala le vodja majhnih lokalnih skupin)

- Vívora (apaško ime Clis, ok. *1780/1790 - †1800-ih, njegov oče je bil pomemben poglavar v 1790–1800-ih, od leta 1790 se je njegova lokalna skupina z drugimi Apači mirno naselila pri Janosu, Chihuahua, katere vodstvo je prevzel leta 1804, skupaj s Pisagom Cabezónom, poglavarjem njegove skupine, je sklenil mir s Sonoro leta 1836 v Fronteras in s Chihuahuo leta 1842 v Janosu, Chihuahui je nudil vojaško pomoč proti sovražnim skupinam Apačev Mescalero, preživel je med letoma 1837 (pokol v Santa Rita del Cobre - umor Juana Joseja Compe) in 1846 (pokol v Galeani - 130 ubitih Apačev) ter druge pokole, vendar je zaradi tega postopoma izgubljal vpliv na vojno frakcijo)

- Miguel Narbona (ok. *1800 - ok. †1856), leta 1812 ga je kot otroka zajela vojska Sonore pod poveljstvom kapitana Antonia Narbone, vzgojila ga je njegova družina in ga krstila z imenom Miguel Narbona, pobegnil je kot 18-letnik po 10 letih ujetništva, po pokolu v Galeani leta 1846 ni sodeloval pri nobenih mirovnih pogajanjih, segundo poglavarja Chokonenov Yrigóllena, poleg Mangasa Coloradasa vodilni vojni poglavar skupin Chiricahua, vodil je zavezniške skupine Chokonen-Nednhi proti Bacoachiju in Fronterasu (garnizija se je predala aprila 1847), izvedel je več uspešnih napadov na naselja Chinapa (požgano februarja 1847), Cuquiarachi (požgano decembra 1847)[17], Chinapa (požgano februarja 1847), Fronteras (oblegano avgusta 1848), Tumacacori in Tubac (uničeno decembra 1848)

- Esquinaline (Esquine oz. Esquinaldine, tudi: Esconolea, Escani, poglavar lokalne skupine Chokonenov in pomemben vodja v napadih na Mehiko v 1840–1850-ih, je bil skupaj s Carrom po smrti Miguela Narbone leta 1856 za kratek čas vodilni poglavar Chokonenov)

- Cochise (apaško ime Shi-ka-She in A-da-tli-chi („ima kakovost ali trdnost hrasta“) ali Goci („njegov nos“), potem ko so ga belci poimenovali „Cochise“, so Apači prevzeli to poimenovanje kot K'uu-ch'ish ali Cheis („hrast, trd les“), ok. *1805/1823 - †8. junij 1874, je bil v 1840–1850-ih zaveznik Miguela Narbone, vodilnega vojnega poglavarja Chokonenov, sledil je Pisagu Cabezónu (verjetno njegovemu očetu) v 1850-ih kot poglavar Chokonenov, s smrtjo Miguela Narbone sredi 1850-ih je postal izjemno vpliven poglavar Chokonenov - primerljivo s položajem njegovega tasta Mangasa Coloradasa pri Chihenne-Bedonkohe, imel je vsaj dva po imenu znana mlajša brata - Juana in Coyunturo (v apaščini: Kin-o-Tera), poročil se je z Dos-teh-seh, hčerko Mangasa Coloradasa)

- Taza (apaško ime Daza („težak“, glede na njegovo kompaktno, robustno postavo), tudi: Tahzay, Tazhay, Tazi, Tahzi, Tazhe, Tah-ze, okoli *1843 – 26. september 1876; starejši sin Cochisea, brat Naichea in polbrat Dash-den-zhoosa in Naithlotonz/Naiche-dosa, slavni bojevnik in zdravilec, je nasledil Cochisea kot vodja lokalne skupine Chihuicahui in vodilni poglavar Chokonenov, vendar je imel nadzor le nad polovico Chokonenov; drugi poglavarji/vodje so bili Nahilzay, Skinya, Cathla (Cullah) in Chihuahua, približno 190 drugih Chokonenov se je pridružilo Chihenne-Bedonkohe pod Esquinejem in Chivo)

- Naiche (tudi: Nache, Nachi, Natchez („hudobnež“, „povzročitelj težav“), okoli *1856/1858; † 16. marec 1919 v Mescalero (kraj v Novi Mehiki) v Mescalero Apache Reservation; mlajši sin Cochisea, brat Taze in polbrat Dash-den-zhoosa in Naithlotonz/Naiche-dosa, zadnji tradicionalni poglavar lokalne skupine Chihuicahui, vendar ga niso vsi Chokoneni priznali za vodilnega poglavarja, zato je več uglednih bojevnikov izpodbijalo njegov položaj)

- Ulzana (tudi Josanni, Jolsanie, izpeljano iz apaškega imena Ozaní’ („strojen jelenov usnje“) ali Bį-sópàn („veliko jelenovo usnje“), okoli *1821 - †1909, segundo (vojni poglavar) svojega brata Chihuahue)

- Chihuahua (tudi: Chewawa, apaško ime Kla-esh ali Tłá'í'ez („S stopalom nekaj potisniti pod nekaj drugega“), okoli *1822/1825 - 25. julij 1901, mlajši brat Ulzane in poglavar lokalne skupine Chokonenov iz skupine Chokonen Band, zvest Cochiseu do njegove smrti, je zavrnil priznanje Taze in Naichea, Cochiseovih sinov, za vodilna poglavarja)

- Chato (tudi: Chaddo, Chatto, kasneje tudi Alfred Chato, apaško ime Mahtank, *1854; †13. avgust 1934, njegova mati je bila Chokonenka in njegov oče vodja Bedonkohe Jóse Mangas (brat Mangasa Coloradasa), v 1870-ih in 1880-ih poglavar lokalne skupine Chokonenov)

- Nahilzay (Na-li-za oz. Ny-les-shizie („Govoreči [dajanje ukazov] poglavar“), segundo, vojni poglavar in svak Cochisea, po njegovi smrti svetovalec Taze, vendar se je kmalu sprl z njim in skupaj s Skinyo, Cathlo (Cullah) in Chihuahuo ter drugimi voditelji Chokonenov (približno polovica skupine) nadaljeval vojno proti Mehiki in Američanom)

- Skinya (apaško ime Haske-ne-l-a („Jezen, strmi vanj“), okoli *1825 – †1876, polbrat vojnega poglavarja Nahilzaya, slavni zdravilec in vodja lokalne skupine Chokonenov, njegova hči Nah-de-yole se je poročila z Naichem, Cochiseovim najmlajšim sinom, se je sprl s Tazo in svojim zetom Naichem ter se z drugimi voditelji Chokonenov še naprej boril proti Mehičanom in Američanom, ubil ga je Naiche z lastno roko.)

- Pionsenay (tudi: Peñon, okoli * 1830 – †1878, najmlajši brat Skinye in vodja majhne skupine Chokonenov, prav tako ni priznal vodstva Taze in Naichea, leta 1876 ga je Taza hudo ranil s strelom iz puške v ramo, pobegnil je v Mehiko in skupaj z Nednhiji pod Nolgeejem na obeh straneh meje (Arizona ter Sonora/Chihuahua) med letoma 1876 in 1877 izvedel več napadov, decembra 1877 so ga ubili vojaki blizu Janosa, Chihuahua.)